# Борка (комуна)
Борка (рум. Borca) — комуна у повіті Нямц в Румунії. До складу комуни входять такі села (дані про населення за 2002 рік):
- Борка (1099 осіб)
- Лунка (264 особи)
- Медей (916 осіб)
- Пириул-Киржей (758 осіб)
- Пириул-Пинтей (565 осіб)
- Сабаса (2107 осіб)
- Соч (917 осіб)

Комуна розташована на відстані 305 км на північ від Бухареста, 52 км на північний захід від П'ятра-Нямца, 136 км на захід від Ясс.

## Населення
За даними перепису населення 2002 року у комуні проживали 6626 осіб.
Національний склад населення комуни:
| Національність | Кількість осіб | Відсоток |
| -------------- | -------------- | -------- |
| румуни         | 6457           | 97,4%    |
| цигани         | 166            | 2,5%     |
| угорці         | 2              | < 0,1%   |
| українці       | 1              | < 0,1%   |

Рідною мовою назвали:
| Мова       | Кількість осіб | Відсоток |
| ---------- | -------------- | -------- |
| румунська  | 6623           | > 99,9%  |
| угорська   | 2              | < 0,1%   |
| українська | 1              | < 0,1%   |

Склад населення комуни за віросповіданням:
| Релігія                                       | Кількість осіб | Відсоток |
| --------------------------------------------- | -------------- | -------- |
| православні                                   | 6519           | 98,4%    |
| п'ятдесятники                                 | 58             | 0,9%     |
| римо-католики                                 | 20             | 0,3%     |
| адвентисти                                    | 16             | 0,2%     |
| баптисти                                      | 6              | 0,1%     |
| старообрядці                                  | 4              | 0,1%     |
| реформати                                     | 2              | < 0,1%   |
| лютерани (Синодально-пресвітеріанська церква) | 1              | < 0,1%   |